# Cyathicula
Cyathicula De Not (kubeczka) – rodzaj grzybów z rodziny tocznikowatych (Helotiaceae).

## Systematyka i nazewnictwo
Pozycja w klasyfikacji według Index Fungorum
Helotiaceae, Helotiales, Leotiomycetidae, Leotiomycetes, Pezizomycotina, Ascomycota, Fungi.
Gatunki występujące w Polsce
- Cyathicula amenti (Batsch) Baral & R. Galán 2013
- Cyathicula coronata (Bull.) Rehm 1893 – kubeczka koroniasta
- Cyathicula culmicola (Desm.) De Not. 1864
- Cyathicula cyathoidea (Bull.) Thüm. 1874 – kubeczka jasnobrzega
- Cyathicula dolosella (P. Karst.) Dennis 1956
- Cyathicula paludosa (Velen.) Baral 2020[2]

Nazwy naukowe na podstawie Index Fungorum. Wykaz gatunków według M.A. Chmiel i innych. Polskie nazwy na podstawie rekomendacji Komisji ds. Polskiego Nazewnictwa Grzybów przy Polskim Towarzystwie Mykologicznym.